# Síndrome de Loeys-Dietz
El síndrome de Loeys-Dietz es una enfermedad de causa genética y hereditaria según un patrón autosómico dominante. Afecta principalmente al tejido conectivo y se caracteriza por la aparición en edades tempranas de aneurisma de aorta y la existencia de otras manifestaciones en varios órganos, incluyendo paladar hendido, úvula bífida y extremidades largas. Los aneurismas pueden ocurrir en otras arterias, por ejemplo las arterias cerebrales. Debido a que estos aneurismas tienden a romperse tempranamente, los pacientes presentan riesgo de muerte y es importante el diagnóstico precoz. El tratamiento principal para reparar los aneurismas de aorta es la cirugía. 

## Historia
Fue identificado y descrito en 2005 por los genetistas pediatras Bart Loeys y Harry Dietz de la universidad de Johns Hopkins.

## Genética
Hay cuatro variantes de este síndrome, clasificados del I al IV. Los tipos I, II, III y IV son causados por mutaciones en los genes TGFBR1, TGBFR2, SMAD3 y TGFB2 respectivamente. Estos cuatro genes codifican el factor de crecimiento transformante beta, el cual juega un importante papel en la señalización celular que promueve el crecimiento y desarrollo de los tejidos. Aunque el síndrome de Loeys-Dietz se hereda según un patrón autosómico dominante, en el 75 % de los casos se produce por una mutación de novo y por lo tanto no existen antecedentes familiares.

## Signos y síntomas
Los principales signos son tortuosidad arterial, hipertelorismo ocular, úvula bífida y aneurisma en la aorta abdominal. Otros signos son paladar hendido, esclerótica de color azul o gris, defectos cardiacos y pie equino varo. Hay una gran variedad de defectos asociados y la gravedad del cuadro es muy variable dependiendo de los casos.
El cuadro clínico guarda muchas similitudes con el que se presenta en el síndrome de Marfan  y el Síndrome de Ehlers-Danlos. Muchos de los hallazgos físicos encontrados en el síndrome de Loeys-Dietz pueden observarse en el síndrome de Marfán, incluyendo el riesgo de aneurismas en la aorta ascendente y disección aórtica, extremidades y dedos anormalmente largos y ectasia dural (un estrechamiento gradual y debilitamiento de la duramadre que causa dolor en el abdomen y las piernas). Sin embargo, se presentan algunos rasgos que no existen en el síndrome de Marfán como el hipertelorismo, úvula bífida y manifestaciones dermatológicos como hematomas de fácil presentación o cicatrización anormal.
Otros hallazgos incluyen:
•	Escoliosis o cifosis
•	Pectus excavatum o carinatum
•	Camptodactilia (contractura de los dedos de las manos y pies)
•	Dedos largos y articulaciones laxas
•	Debilitamiento de los músculos oculares (estrabismo)
•	Fusión prematura de los huesos craneales (craneosinostosis)
•	Trastornos cardiacos congénitos incluyendo ductus arterioso persistente (conexión entre la aorta y la circulación pulmonar) y defectos del tabique interauricular, permitiendo la comunicación entre las aurículas.
•	Piel traslúcida con textura aterciopelada
•	Unión anómala entre el cerebro y la médula (malformación de Arnold Chiari).
•	Válvula aórtica bicúspide
•	Arterias pulmonares intercomunicadas.

## Tipos
Varias mutaciones se han identificado como causantes del mal. Una mutación de novo en TGFB3, un ligando en la vía de TGF ß, fue identificada en un individuo con un síndrome cuyas manifestaciones parcialmente se solapaban con el síndrome de Loeys-Dietz y el síndrome de Marfán.
| Tipo | Gen    | Locus | OMIM   | Descripción                                             |
| 1A   | TGFBR1 | 9q22  | 609192 | También conocida como enfermedad de Furlong             |
| 1B   | TGFBR2 | 3p22  | 610168 |                                                         |
| 2A   | TGFBR1 | 9q22  | 608967 |                                                         |
| 2B   | TGFBR2 | 3p22  | 610380 | Previamente conocida como Marfán tipo II                |
| 3    | SMAD3  |       | 613795 | También conocida como síndrome aneurismo-osteoartrítico |
| 4    | TGFB2  |       | 614816 |                                                         |

## Diagnóstico
El diagnóstico se realiza a través de las características físicas y estudios genéticos. La presencia de úvula bífida permite el diagnóstico diferencial con el síndrome de Marfán. La severidad de los trastornos cardiovasculares es mayor en el síndrome de Loeys-Dietz que en el síndrome de Marfan. La enfermedad fue identificada en el año 2005 y la combinación de síntomas es variable dependiendo del paciente concreto, por ello muchos médicos pueden tener dificultades para alcanzar el diagnóstico exacto, siendo importante el estudio genético para la confirmación. En el año 2014 se publicaron guías para el manejo clínico de la enfermedad.

## Tratamiento
Ya que no hay cura conocida, este síndrome es una condición de por vida. Debido al alto riesgo de muerte por la rotura del aneurisma aórtico, los pacientes deben ser vigilados periodicamente para detectar de forma temprana la formación de aneurismas de aorta, el cual puede ser corregido mediante cirugía vascular. Si existe un incremento de la frecuencia cardiaca se prescribe en ocasiones atenolol para mejorar este síntoma. Se recomienda a los pacientes evitar el ejercicio extenuante, el levantamiento de objetos muy pesados y los deporte de contacto, por el riesgo de rotura de los aneurismas de aorta.

### Tratamientos en proceso de investigación
Investigaciones en ratones de laboratorio han sugerido que el fármaco losartán, un antagonista de los receptores de angiotensina II, aparentemente bloquea la actividad de beta-TGF, reduciendo o incluso deteniendo la formación de aneurismas en el síndrome de Marfán.  Un ensayo clínico, patrocinado por la Nationa Institutes of Health, se está llevando a cabo para investigar el uso de losartán en la prevención de aneurisma aórtico en los pacientes con el síndrome de Marfán. Los síndromes de Marfán y Loeys-Dietz están asociados con la señalización aumentada de beta-TGF  en la pared del vaso, por lo tanto losartan resulta prometedor para el tratamiento del síndrome de Loeys-Dietz. En aquellos pacientes, en los cuales losartán no logra detener la formación de aneurismas en la aorta, se está investigando el irbesartán como medicación alternativa.